# Tel Te'omim
Tel Te'omim (hebrejsky תֵּל תְּאוֹמִים‎, anglicky Tel Te'omim) je vesnice typu společná osada (jišuv kehilati) v Izraeli, v Severním distriktu, v Oblastní radě Emek ha-Ma'ajanot.

## Geografie
Leží v nadmořské výšce 139 metrů pod mořskou hladinou v intenzivně zemědělsky využívaném Bejtše'anském údolí, které je součástí Jordánského údolí. V okolí obce se nacházejí četné vydatné prameny, ale původní vádí protékající údolím byla většinou kvůli zemědělskému hospodaření svedena do umělých vodotečí. Údolí je rovinaté, s rozsáhlými plochami umělých vodních nádrží a zemědělských pozemků. Člení ho jen nevelké pahorky, většinou lidského původu coby stopy dávného osídlení jako Tel Te'omim a Tel Nufar, které se rozkládají přímo v prostoru vesnice. Zhruba 4 kilometry na západ od vesnice se terén prudce zvedá do svahů pohoří Gilboa s horami Har Malkišua nebo Har Avinadav (440 m n. m.), ze kterých do údolí stékají vádí Nachal Avinadav a Nachal Malkišua.
Vesnice je situována 30 kilometrů jižně od Galilejského jezera, 6 kilometrů západně od Jordánu, cca 5 kilometrů jižně od města Bejt Še'an, cca 80 kilometrů severovýchodně od centra Tel Avivu a cca 63 kilometrů jihovýchodně od centra Haify. Tel Te'omim obývají Židé, přičemž osídlení v tomto regionu je ryze židovské. Tel Te'omim tvoří společně s mošavy Rechov, Revaja a Sdej Trumot aglomeraci vzájemně propojených zemědělských vesnic zvaných Jišuvej Bikura (ישובי ביכורה).
Tel Te'omim je na dopravní síť napojen pomocí severojižního tahu dálnice číslo 90.

## Dějiny
Tel Te'omim byl založen v roce 1987. Podle jiného zdroje už roku 1982. Účelem zřízení nové vesnice bylo poskytnout bydlení a zemědělskou obživu mladé generaci farmářů z ostatních vesnic v tomto sídelním bloku.
Někteří místní obyvatelé se zabývají farmařením, zbytek za prací dojíždí do jiných obcí. Zařízení předškolní péče o děti a základní škola se nacházejí v komplexu Bikura (ביכורה) ve středu zdejší aglomerace vesnic, na západním okraji Tel Te'omim . V komplexu Bikura jsou i další veřejné služby a instituce, které využívají obyvatelé okolního bloku vesnic, jako plavecký bazén a sportovní areály, obchod a knihovna. V Tel Te'omim je k dispozici synagoga, mikve a vojenská přípravka (mechina).

## Demografie
Obyvatelstvo Tel Te'omim je smíšené, tedy sekulární i nábožensky orientované. Podle údajů z roku 2014 tvořili naprostou většinu obyvatel v Tel Te'omim Židé (včetně statistické kategorie „ostatní“, která zahrnuje nearabské obyvatele židovského původu ale bez formální příslušnosti k židovskému náboženství). V obci bylo zřízeno centrum pro integraci etiopských Židů.
Jde o menší sídlo vesnického typu s populací, jež po dlouhodobé stagnaci začala po roce 2010 narůstat. K 31. prosinci 2014 zde žilo 509 lidí. Během roku 2014 populace stoupla o 12,1 %.
| Rok            | 1995 | 2001 | 2003 | 2004 | 2005 | 2006 | 2007 | 2008 | 2009 | 2010 | 2011 | 2012 | 2013 | 2014 |
| -------------- | ---- | ---- | ---- | ---- | ---- | ---- | ---- | ---- | ---- | ---- | ---- | ---- | ---- | ---- |
| Počet obyvatel | 346  | 365  | 366  | 371  | 375  | 362  | 360  | 363  | 368  | 389  | 391  | 425  | 454  | 509  |